# (2577) Litva
(2577) Litva (désignation provisoire 1975 EE3) est un astéroïde de la ceinture principale aréocroiseur découvert le 12 mars 1975 par Nikolaï Tchernykh à Naoutchnyï.

## Nom
À la suite de sa découverte, l'astéroïde se vit attribuer la désignation provisoire 1975 EE3.
Il reçut ensuite son nom définitif « Litva », d'après la République socialiste soviétique de Lituanie. Litva (Литва en cyrillique) signifie « Lituanie » en russe.

## Satellites
Un premier satellite, provisoirement désigné S/2009 (2577) 1, fut découvert en 2009.
Un second satellite, S/2012 (2577) 1, fut annoncé en décembre 2013.